# Onthophagus yangmunensis
Onthophagus yangmunensis es una especie de insecto del género Onthophagus, familia Scarabaeidae, orden Coleoptera.
Fue descrita científicamente por Masumoto & Ochi en 2015.